# Yamamura Saisuke
Yamamura Saisuke (japanisch 山村 才助; geboren 1770 in Edo (Provinz Musashi); gestorben 20. Oktober 1807) war ein japanischer Rangaku-Gelehrter und Weltgeograph der späten Edo-Zeit.

## Leben und Wirken
Yamamura Saisuke war der älteste Sohn von Yamamura Masashige (山村 昌茂), einem Gefolgsmann des Tsuchiya-Clans, in der Provinz Hitachi. Seine Mutter Maki war die jüngere Schwester des Gelehrten Ichikawa Kansai (市河 寛斎; 1749–1820). Yamamura studierte klassische Sinologie bei seinem Onkel Ichikawa und Niederländisch bei Ōtsuki Gentaku. Er wurde wegen seiner Begabung als einer der „Vier Himmelskönige“ (四天王) unter über 100 Schülern von Gentaku gezählt und in der „Sumō-Rangliste der Gelehrten“ von 1798 als „Nishi-Sekiwake“, also an hoher Stelle, aufgeführt. Mit seinen fließenden Sprachkenntnissen las er niederländische Geographie- und Geschichtsbücher und verfertigte daraus Übersetzungen:
- „Tōzai kiyū“ (東西紀游) – „Ostwest-Reisebericht“,
- „Indo-shi“ (印度志) – „Beschreibung von Indien“,
- „Perushia-shi“ (百児西亜志) – „Beschreibung von Persien“,
- „Ajia shotō-shi“ (亜細亜諸島誌) – „Beschreibung der verschiedenen Inseln Asiens“ und
- „Taisei yōroku“ (大西要録) – „Das Wichtigste über den Großen Westen“.

Er verfasste auch „Roshiakoku-shi“ (魯西亜国志) – „Aufzeichnungen zu Russland“ im Auftrag des Shogunats.
Yamamura überprüfte erneut chinesische Geographiebücher, die von westlichen Missionaren geschrieben wurden, die von der späten Ming- bis zur frühen Qing-Dynastie in China tätig waren. Mit seinen Kenntnissen der holländischen Studien verfasste er „Minju hon’yaku Bankoku zusetsu kōshō“ (明儒翻訳万国図説考証) – „Konfuzianische Ming-Übersetzung von Weltkarten“ und „Teisei shijūni-koku jinbutsu no zusetsu“ (訂正四十二国人物図説) – „Korrigierte 42-Länder-Personenabbildung“. Letzteres war eine Kritik an Nishikawa Jokens „Shijūni kokujin-zu“ (四十二国人物図). Er kritisierte auch die Weltkarte des Gelehrten Hashimoto Sōkichi (橋本 宗吉; 1763–1836) in seiner Publikation „Rokuhi Bengo“ (六費弁誤) – „Sechs Irrtümer“ scharf. Seine größte Leistung war die Vollendung der „Teisei zōyaku Sairan igen“ (訂正増訳采覧異言) – „Sairan igen, korrigiert und mit ergänzenden Übersetzungen“, die zehnmal so umfangreich war, wie das Original, indem er Arai Hakusekis „Buch der Weltgeographie“ (采覧異言, Sairan igen) korrigierte und neue Informationen aus niederländischen Büchern einfügte.
Da Yamamuras Schriften zu seinen Lebzeiten nicht veröffentlicht wurden, wurden nach seinem Tod seine „Seiyō zakki“ (西洋雑記) – „Vermischte Notizen zum Westen“ ohne Erlaubnis veröffentlicht und in plagiierten Büchern dargestellt. Er kann als Begründer der westlichen Geographie in Japan angesehen werden. Seine Übersetzungsarbeiten waren hoch angesehen und dienten am Ende der Edo-Zeit als Inspirationsquelle für Intellektuelle, wie Hirata Atsutane, Watanabe Kazan und Yoshida Shōin, die ihre Wahrnehmung fremder Länder damit anpassten.

## Abbildungen

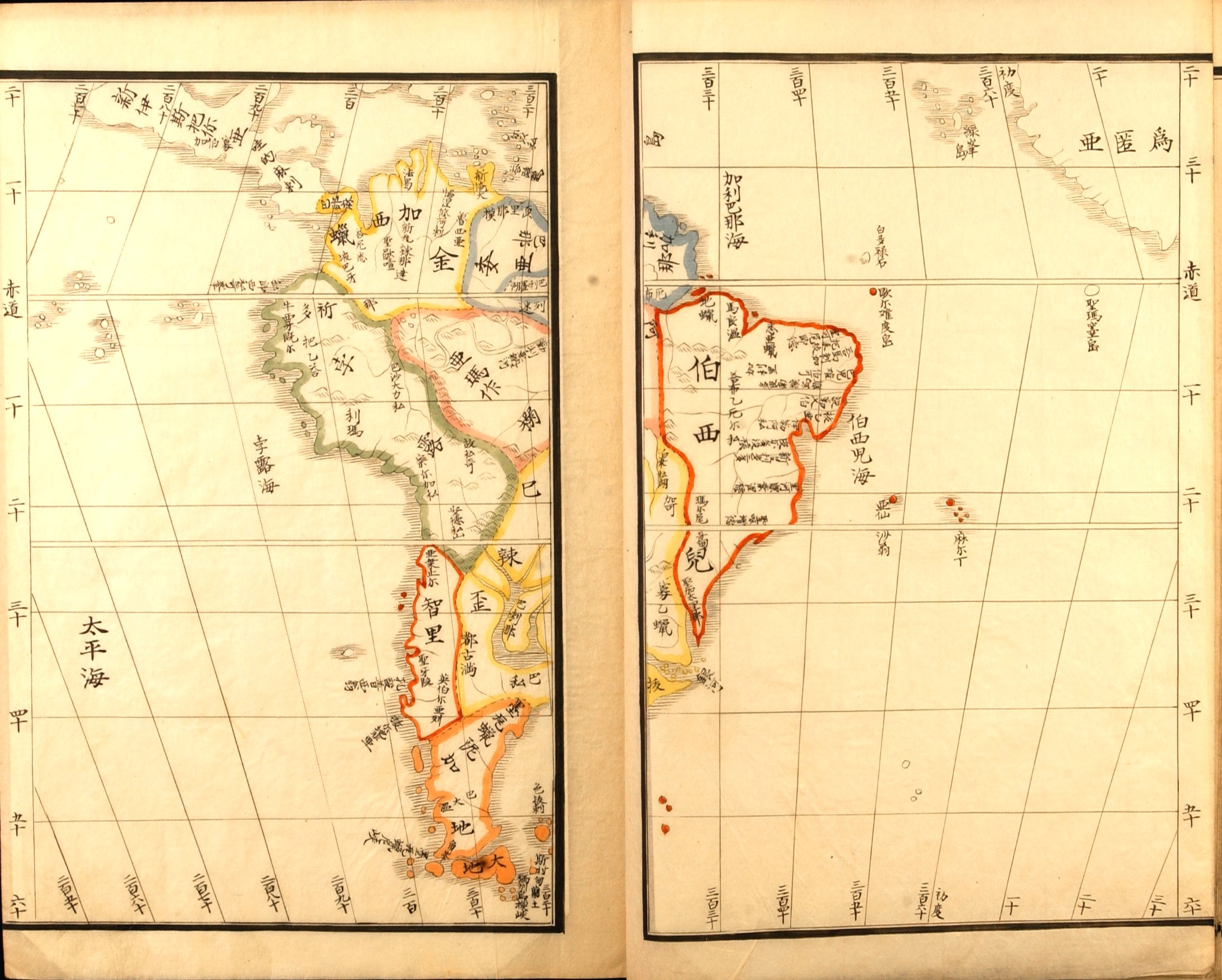
Südamerika
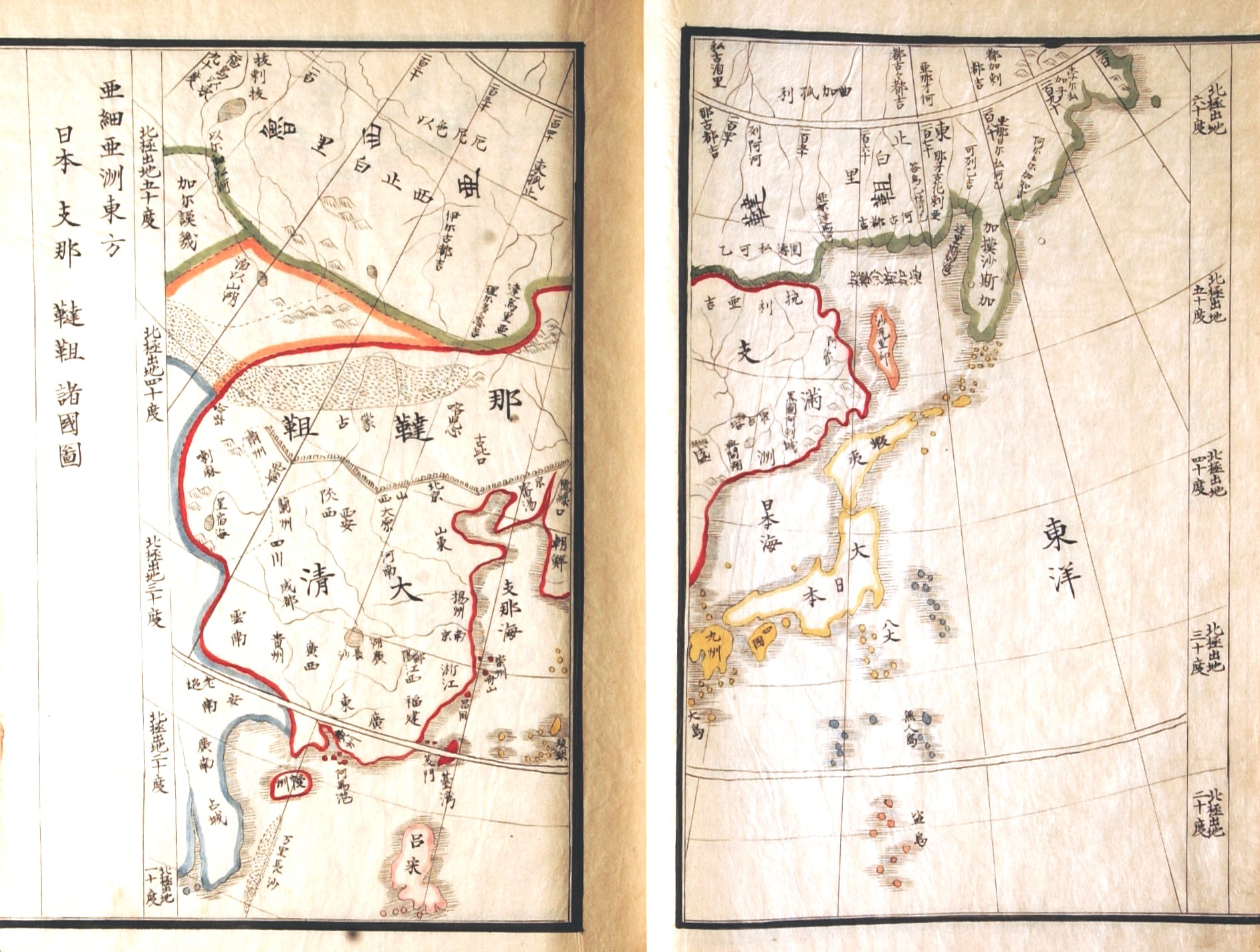
Ostasien
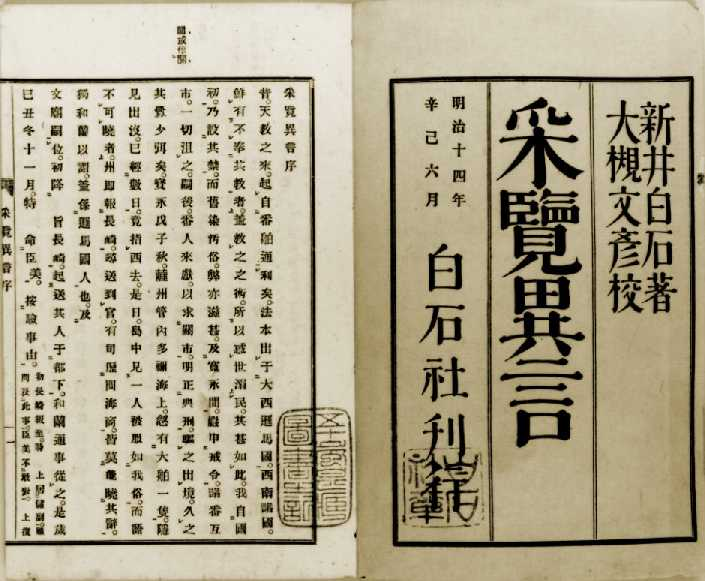
Arai Hakuseki: Sairan Igon